# Liparetrus trivialis
Liparetrus trivialis är en skalbaggsart som beskrevs av Britton 1980. Liparetrus trivialis ingår i släktet Liparetrus och familjen Melolonthidae. Inga underarter finns listade i Catalogue of Life.